# Johann Gustav Droysen

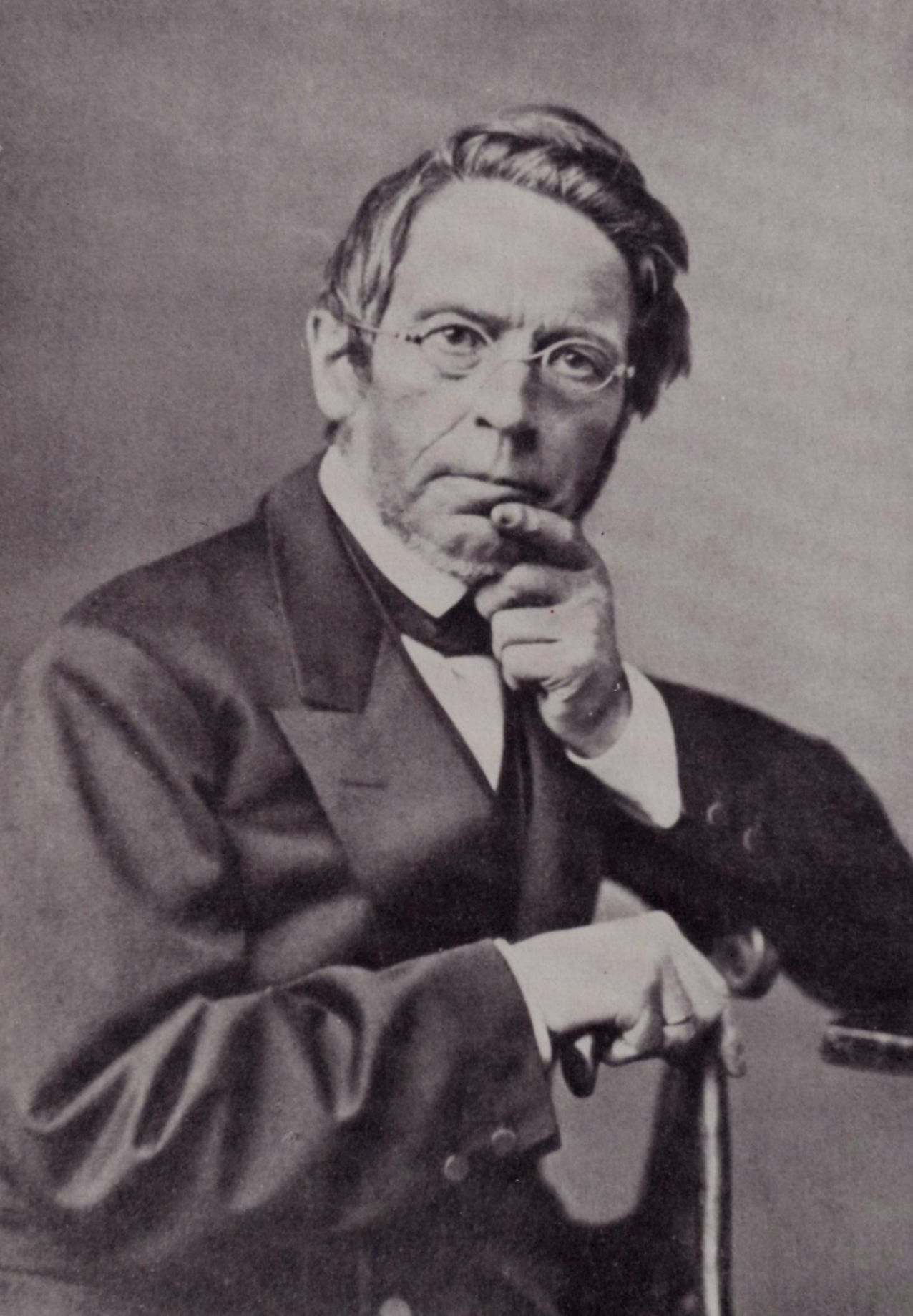
Portret van Gustav Droysen (vóór 1868).

Johann Gustav Droysen (Treptow an der Rega, 6 juli 1808 – Berlijn, 10 juni 1884) was een Duits historicus. Zijn geschiedwerk over Alexander de Grote was het eerste werk dat een nieuwe school binnen het Duitse historische denken vertegenwoordigde. In Grundriss der Historik (1858) en Erhebung der Geschichte zum Rang einer Wissenschaft (1863) onderzocht hij systematisch de methodologie van de geschiedwetenschap en stelde hij dat historische verschijnselen moeten worden verklaard door de ideeën te begrijpen van de mensen die hen tot stand brachten. Dit hermeneutische verstehen of interpreteren, het reconstrueren van betekenis, zag hij als de essentie en het eigene van het werk van de historicus. Hij onderscheidde vier fasen, waarvan het kritisch verzamelen van bronnen slechts de eerste was en het finale werk bestond in het zich verplaatsen in de motieven van de onderzochte personen en het doorgronden van de tijdsgeest. Het verschil met de natuurwetenschappelijke methode vloeide volgens hem voort uit het feit dat de omstandigheden het menselijk gedrag nooit volledig determineren, maar alleen plausibel maken.

## Leven
Johann Gustav Droysen werd geboren in Treptow (thans Trzebiatów) in Pommeren. Zijn vader, Johann Christoph Droysen, was een legerkapelaan die de beroemde belegering van Kolberg in 1806-7 had meegemaakt. Als kind was Droysen getuige van enkele militaire acties tijdens de bevrijdingsoorlog, toen zijn vader pastor in Greifenhagen was, in de buurt van Stettin, dat in 1813 bijna het hele jaar door de Fransen werd bezet. Deze jeugdige indrukken legden de fundamenten voor zijn vurige gehechtheid aan Pruisen. Hij werd opgeleid aan het gymnasium van Stettin en aan de universiteit van Berlijn. In 1829 werd hij een leraar aan het Graue Kloster, een van de oudste scholen in Berlijn. Naast lesgeven, gaf hij ook lezingen aan de Friedrich Wilhelm Universiteit, vanaf 1833 als Privatdozent, en vanaf 1835 als onbezoldigd professor.
Tijdens deze periode bestudeerde hij de klassieke oudheid. Hij publiceerde een vertaling van Aeschylus en een bewerking van Aristophanes, maar het werk waardoor hij zich als historicus wist op te merken was van zijn Geschichte Alexanders des Grossen (Berlijn, 1833, - en andere edities), een boek dat lange tijd waarschijnlijk het beste werk over dit onderwerp bleef. Het was in enkele opzichten de voorbode van een nieuwe school binnen het Duitse historische denken, want het vertoont de idealisering van macht en succes die hij uit de leer van Hegel had geleerd. Nadien volgden nog andere delen die de opvolgers van Alexander de Grote (de Diadochen) behandelen, gepubliceerd onder de titel Geschichte des Hellenismus (Hamburg, 1836-1843). Een nieuwe en herziene uitgave van het hele werk in 1885 werd gepubliceerd. Het werd in het Frans, maar niet in het Engels vertaald.
In 1840 werd Droysen benoemd als professor geschiedenis te Kiel. Hij geraakte meteen betrokken in de politieke beweging ter verdediging van de rechten van de Elbe-hertogdommen, waarvan Kiel het centrum was. Net als zijn voorganger Friedrich Christoph Dahlmann, stelde hij zijn historische kennis ten dienste van de gebieden van Sleeswijk-Holstein en stelde de toespraak van 1844 op, waarin de gebieden zich verzetten tegen de eis van koning Christiaan VIII van Denemarken om de opvolgingswet in de hertogdommen te veranderen. In 1848 werd hij verkozen tot lid van het Frankfurter Parlement en werd aangesteld als secretaris van de constitutionele commissie. Hij was een fervent verdediger van de Pruisische suprematie, en was een van de eerste parlementsleden om zich terug te trekken nadat de koning van Pruisen de keizerskroon had geweigerd in 1849. Gedurende de volgende twee jaar bleef hij de zaak van de hertogdommen steunen, en in 1850 publiceerde hij, samen met Carl Samwer, een geschiedenis van de betrekkingen tussen Denemarken en Sleeswijk-Holstein, Die Herzogthümer Schieswig-Holstein und das Königreich Dänemark seit dem Jahre 1800 (Hamburg, 1850). Datzelfde jaar nog werd in Londen een Engelse vertaling gepubliceerd onder de titel The Policy of Denmark towards the Duchies of Schleswig-Hoistein. Het werk was van groot politiek belang, en had een grote invloed op de Duitse publieke opinie over de rechten van de hertogdommen in hun strijd met Denemarken.
Na 1851 was het onmogelijk voor hem geworden om in Kiel te blijven, en hij werd tot professor benoemd in Jena. In 1859 trok hij naar Berlijn, waar hij tot aan zijn dood bleef. In zijn laatste jaren hield hij zich vooral bezig met Pruisische geschiedenis. In 1851 bracht hij een biografie van graaf Hans David Ludwig Yorck von Wartenburg (Berlijn, 1851-1852) uit, dat over het algemeen als een van de beste Duitstalige biografieën wordt beschouwd, en begon toen met zijn groot werk over de Geschichte der preussischen Politik (Berlijn, 1855-1886). Zeven volumes werden gepubliceerd, waarvan het laatste postuum. Het vormt een volledige geschiedenis van de opkomst van de Pruisische monarchie tot het jaar 1756. Het vertoont, zoals alle werken van Droysen, een zeer uitgesproken individualiteit, en een talent om de manier waarop de belangrijke dynamische krachten zelf hun uitwerking hadden op de geschiedenis te duiden. Het was het hem zo kenmerkende talent om zaken begrijpelijk voor te stellen dat hem ook zoveel invloed gaf als docent.

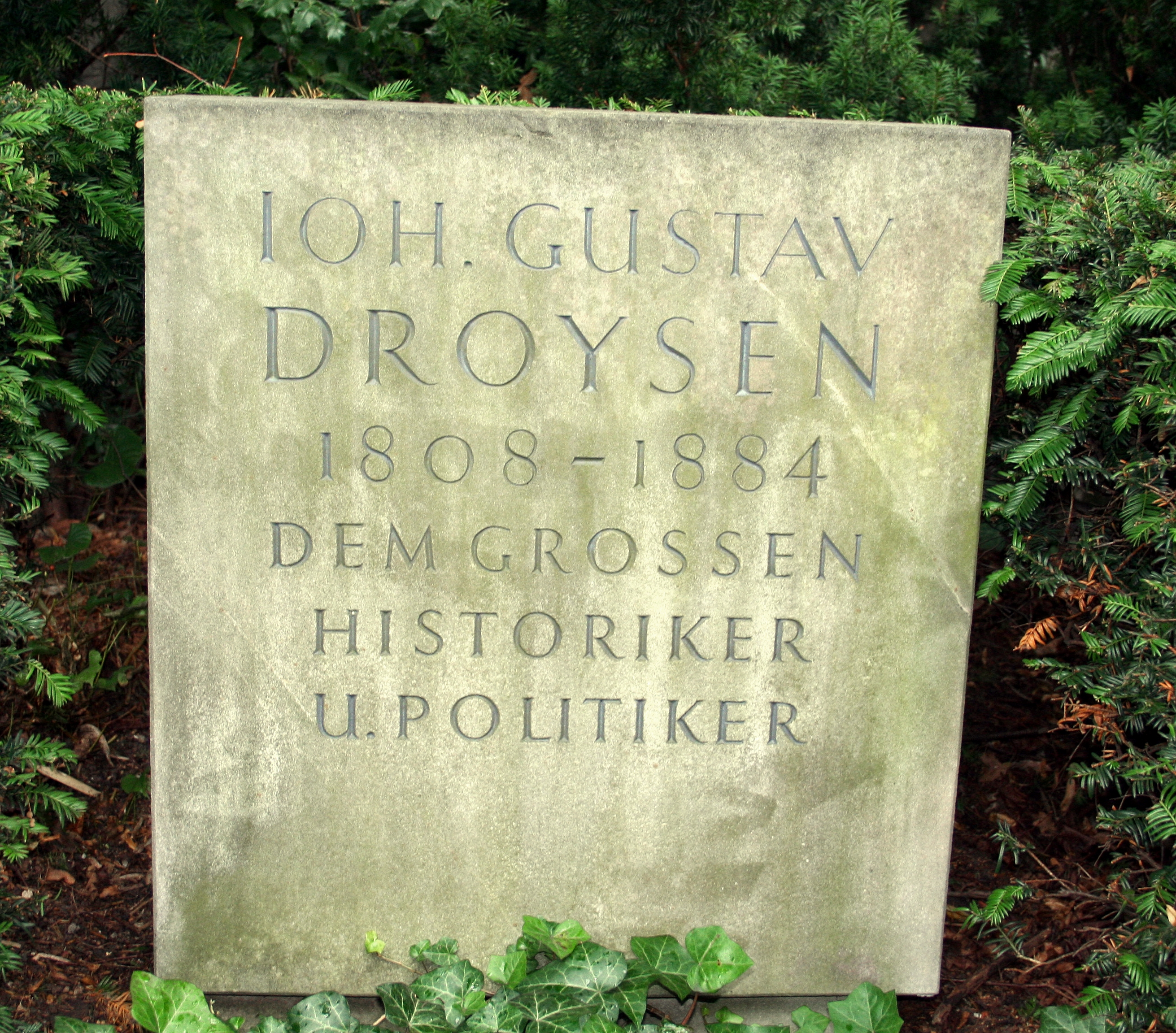
Het graf van Droysen op het Zwölf-Apostel-Kirchhof.

### Persoonlijk
Hij was tweemaal gehuwd, en stierf in Berlijn. Zijn oudste zoon, Gustav, was de auteur van verscheidene bekende historische werken, namelijk Gustav Adolf (Leipzig, 1869-1870); Herzog Bernhard von Weimar (Leipzig, 1885), een Historischer Handatlas (Leipzig, 1885), en verscheidene geschriften over diverse gebeurtenissen uit de Dertigjarige Oorlog. Een andere zoon, Hans, was de auteur van enkele werken over Griekse geschiedenis en oudheid.

## Belangrijkste werken
- Geschichte Alexanders des Großen, 1833. (Ned. Alexander De Groote, vert. H. Vierhout. Den Haag: UItgevers-bureau "Boek en Periodiek", 1946.
- Geschichte des Hellenismus, 2 dln., 1836–1843.
- Das Leben des Feldmarschalls Grafen Yorck von Wartenburg, 3 dln., 1851/52.
- Geschichte der preußischen Politik, 14 dln., 1855–1886.
- Grundriß der Historik, 1868.

## Verder lezen
- T. Burger, Droysen's Defense of Historiography: A Note, in History and Theory 16 (1977), pp. 168–173.
- Dahlmann-Waitz, Quellenkunde der deutschen Geschichte, Leipzig, 1906.
- M.W. Duncker, Johann Gustav Droysen, ein Nachruf, Berlijn, 1885.
- J.F. McGlew, J.G. Droysen and the Aeschylean Hero, in Classical Philology 79 (1984), pp. 1–14.
- M.J. MacLean, Johann Gustav Droysen and the Development of Historical Hermeneutics, in History and Theory 21 (1982), pp. 347–365.
- A. Momigliano, J.G. Droysen between Greeks and Jews, in History and Theory 9 (1970), pp. 139–153.
- R.Southard, Droysen and the Prussian School of History, Lexington, 1995. ISBN 0813118840

## Voetnoten
1. ↑  Chris Lorenz, De constructie van het verleden. Een inleiding in de theorie van de geschiedenis, 2008, p. 79
2. ↑  Jörn Rüsen, "Die 'Historik' – eine Würdigung" in: Konfigurationen des Historismus. Studien zur deutschen Wissenschaftskultur, 1993, p. 243-276
3. ↑  Chris Lorenz, De constructie van het verleden. Een inleiding in de theorie van de geschiedenis, 2008, p. 80